# لويز بورجارد
لويز بورجارد (بالدنماركية: Louise Burgaard)‏ مواليد 17 أكتوبر 1992 في إيسبيرغ، هي لاعبة كرة يد دانمركية تلعب كظهير أيمن. مثلت منتخب الدنمارك لكرة اليد للسيدات. شاركت في دورة الألعاب الأولمبية الصيفية سنة 2012. حققت المركز الثالث في بطولة العالم لكرة اليد للسيدات 2013.

## سجل المنافسة
شاركت في البطولات التالية:
- الألعاب الأولمبية الصيفية 2012
- بطولة العالم لكرة اليد للسيدات 2011
- بطولة العالم لكرة اليد للسيدات 2013
- بطولة العالم لكرة اليد للسيدات 2015
- بطولة أوروبا لكرة اليد للسيدات 2012
- بطولة أوروبا لكرة اليد للسيدات 2014

## الميداليات
| الميدالية | المسابقة                            |
| --------- | ----------------------------------- |
| برونزية   | بطولة العالم لكرة اليد للسيدات 2013 |

## روابط خارجية
- لويز بورجارد على موقع الاتحاد الدولي لكرة اليد (الإنجليزية)
- لويز بورجارد على موقع الاتحاد الأوروبي لكرة اليد (الإنجليزية)
- لويز بورجارد على موقع اللجنة الأولمبية الدولية (الإنجليزية)
- لويز بورجارد على موقع أوليمبيديا (الإنجليزية)